# Gmina Winica
Gmina Winica (mac. Општина Виница) – gmina we wschodniej Macedonii Północnej.
Graniczy z gminami: Koczani i Makedonska Kamenica od północy, Dełczewo od wschodu, Radowisz i Berowo od południa oraz z gminą Zrnowci od zachodu.
Skład etniczny:
- 91,59% – Macedończycy
- 6,17% – Romowie
- 1,36% – Turcy
- 0,88% – pozostali

W skład gminy wchodzi:
- 1 miasto: Winica;
- 15 wsi: Błatec, Crn Kamen, Dragobraszte, Gradec, Grlani, Istibańa, Jakimowo, Kalimanci, Kruszewo, Łaki, Łeski, Lipec, Peklani, Trsino, Winiczka Krszła.